# 井ノ上奈々の2〜3次元同好会
井ノ上奈々の2〜3次元同好会（いのうえななのにさんじげんどうこうかい）は、隔週火曜日に音泉で配信されていた番組。

## パーソナリティ
- 井ノ上奈々

### 配信曜日など
- 配信曜日&配信サイト：隔週火曜日更新（音泉。原則偶数週）
- 放送：2011年4月5日 - 2017年3月28日
- スポンサー：JOYSOUND
- オープニングテーマ：きみともっと／井ノ上奈々
- エンディングテーマ：また逢いましょう／井ノ上奈々
  - これらはラジオCD Vol.1に所収。

## 番組概要
パーソナリティの井ノ上奈々の趣味を反映しながら、「2次元、2.5次元、3次元愛するリスナーとオタク活動を楽しんでいく」をキーワードに展開される。
番組内ではコスプレをすることがお決まりで、井ノ上はもちろんのこと、出演ゲストも何かしらのコスプレをする。その模様は番組公式サイトに掲載されるほか、スマートフォン向けアプリで聴取していても画像が表示される。
同好会の名が示す通り、番組開始時には「活動開始!」、終了時は「速やかに解散!」と発せられる。

## 各コーナー
ふつおた
意見・感想・相談・恋バナ・ヲタバナなど、井ノ上と語り合いたいことなら何でも送ってよいというスタンダードなお便りコーナー。
コス☆ちぇん!
井ノ上の趣味の一つであるコスプレを番組の力を使ってやってしまうコーナーで、番組の冒頭で紹介される。これが前述の「お決まりのコスプレ」のことである。
2～3次元ベスト3
2～3次元的なお題をだし、それにまつわるリスナーのベスト3とエピソードを紹介
ショタ語に変換しょーたろー
これまた井ノ上趣味の一つである「ショタ」にスポットを当てたもの。送られてきたセリフをショタ語に変換していく。
帰ってきた漫画ソムリエ
超有名作の影に隠れてしまった超名作を紹介
I love VOCALOID
井ノ上趣味の一つであるVOCALOIDの曲をかけると共に曲についての愛を爆発させる。

## ゲスト
- #06：sorachoco
- #08：藤田咲
- #10：赤飯
- #15、#63：酒井香奈子
- #16：庄子裕衣
- #17：吉田仁美
- #18：IZNA
- #19：新谷良子
- #21：髙木俊
- #22：五十嵐裕美
- #24：クルミ・ラーラ・ミルク（アフィリア・サーガ・イースト）
- #25：山本希望、DJ和
- #27：マチゲリータ（ボカロP）
- #28：加隈亜衣[1]
- #31：ユカフィン（アフィリア・サーガ・イースト）
- #32：タカハシヨウ（ボカロP）
- #33：飯塚雅弓
- #34：彩音
- #35：森谷里美
- #38：廣田詩夢
- #41、#42：阿久津加菜
- #44、#45：吉田仁美
- #52：橋本まい
- #54：ちょむP
- #55：宮崎羽衣
- #56：山本希望
- #57：ゆうP
- #58：中恵光城
- #60：庄子裕衣
- #104：下田麻美
- #110、#156：松下唯
- #112：近江知永
- #114：チョモランマ服部
- #115：上間江望
- #117、#131、#143：櫻井浩美
- #123：紅蓮（華道家）、るしゃ（コスプレイヤー）
- #132：チャッキーズ∞インフィニティ
- #144：永野希
- #150：近藤唯、戸田めぐみ

## ラジオCD

### ラジオCD「井ノ上奈々の2〜3次元同好会」Vol.1
2012年3月23日リリースの第1弾。
DISC1(オーディオCD)
主題歌であるOP「きみともっと」（タカノン制作）とED「また逢いましょう」（シェイクジアス制作）、ならびにカラオケヴァージョンを所収。
DISC2(データCD)
第1回～第13回のオンエアと、収録時の感想コメント、コスプレ写真

### ラジオCD「井ノ上奈々の2〜3次元同好会」Vol.2
2012年9月19日リリースの第2弾。夏の「コミックマーケット82」で先行販売。
DISC1(オーディオCD)
アフィリア・サーガ・イーストのルイズ・スフォルツアをゲストに迎えた特別版
DISC2(データCD)
第14回～第26回のオンエアと、収録時の感想コメント、コスプレ写真
特典
音mart限定でブロマイド

### ラジオCD「井ノ上奈々の2〜3次元同好会」Vol.3
2013年5月29日リリースの第3弾。
DISC1(オーディオCD)
井ノ上奈々作詞の楽曲「コス☆ちぇん!」「年下マーチ」と各々のインスト版
DISC2(データCD)
第27回～第39回のオンエアと、収録時の感想コメント、コスプレ写真
特典
2013年5月から2014年4月までのカレンダーをデザインしたポストカード（2ヶ月が1枚に収まった両面印刷）

### ラジオCD「井ノ上奈々の2〜3次元同好会」Vol.4
2014年1月19日リリースの第4弾。「コミックマーケット85」と音martで先行発売
DISC1(オーディオCD)
金田朋子をゲストに迎えた特別版
DISC2(データCD)
第40回～第52回のオンエアと、収録時の感想コメント、コスプレ写真
特典
今回は3パターンで、直筆サイン入りブロマイドであることは共通しているが、【コミケ85＜音泉＞ブース】【音mart】【＜音泉＞サポーターズショップ】で異なる。

### ラジオCD「井ノ上奈々の2〜3次元同好会」Vol.5
2014年9月24日リリースの第5弾。「コミックマーケット86」と音泉通販で先行発売
DISC1(オーディオCD)
森谷里美、松下唯をゲストに迎えた特別版
DISC2(データCD)
第53回〜第65回のオンエアと、コスプレ写真

## 番組イベント
- 2013年5月12日 - 3周年目突入記念イベント「ラジオCD vol.3発売!&公開録音&ミニライブ」
- 2014年1月19日 - 井ノ上奈々の2〜3次元同好会 カラオケイベント（ゲスト：松下唯）
- 2014年4月29日 - 井ノ上奈々の2〜3次元同好会 in「J-SQUARE」3 〜祝！4年目突入！まだまだこれからもよろしくね♪〜（ゲスト：五十嵐裕美）
- 2014年7月13日 - 井ノ上奈々の2〜3次元同好会 in「J-SQUARE」4 〜バースデーイベントよろしくね♪〜（ゲスト：加隈亜衣）
- 2014年10月25日 - 井ノ上奈々の2〜3次元同好会 in「J-SQUARE」5 〜お菓子くれないとイタズラしちゃうぞ♪〜（ゲスト：松下唯）
- 2015年1月17日 - 井ノ上奈々の2〜3次元同好会 in「J-SQUARE」6 〜夢の絆〜（ゲスト：彩音）
- 2015年4月5日 - 井ノ上奈々の2〜3次元同好会 in「J-SQUARE」7 〜4月5日にサクラサケ！〜
- 2015年7月20日 - 井ノ上奈々の2〜3次元同好会 in「J-SQUARE」8 〜なっさん ゆいみん合同バースディ☆〜（ゲスト：松下唯）
- 2015年10月18日 - 井ノ上奈々の2〜3次元同好会 in「J-SQUARE」9 〜秋フェス！Singing×Halloween〜（ゲスト：櫻井浩美）
- 2016年1月17日 - 井ノ上奈々の2〜3次元同好会 in「J-SQUARE」10 〜新春歌宴会〜（ゲスト：大地葉、優木かな、篠田みなみ）
- 2016年4月17日 - 井ノ上奈々の2〜3次元同好会 in「J-SQUARE」11 〜ハルのサクラまつり〜（ゲスト：櫻井浩美）
- 2016年7月30日 - 井ノ上奈々の2〜3次元同好会 in「J-SQUARE」12 〜ななとちなみのBirthday Tea Party〜（ゲスト：橋本ちなみ）
- 2016年10月10日 - 井ノ上奈々の2〜3次元同好会 in「J-SQUARE」13 〜今日は何の日?萌え燃え祭り〜（ゲスト：櫻井浩美）
- 2017年1月14日 - 井ノ上奈々の2〜3次元同好会 in「J-SQUARE」14 〜HAPPY HALLOWEEN NEW YEAR〜（ゲスト：近藤唯、戸田めぐみ）